# فولت 7
فولت 7 (بالإنجليزية: Vault 7)‏ بمعنى القبو أو السرداب هو عبارة عن سلسلة من الوثائق بدأ موقع ويكيليكس بنشرها في 7 أذار/مارس 2017، والتي تكشف تفاصيل أنشطة وكالة الاستخبارات المركزية الأمريكية في مجال المراقبة الالكترونية وحرب الإنترنت. تشمل الملفات المؤرخة ما بين 2013 و 2016، تفاصيل عن قدرات برنامج الوكالة، مثل القدرة على اختراق أجهزة التلفاز الذكية،  وأنظمة تشغيل معظم الهواتف الذكية (بما في ذلك آي أو إس من أبل وأندرويد من غوغل)، وكذلك أنظمة التشغيل الأخرى مثل مايكروسوفت ويندوز وماك ولينوكس.

## النشر
الدفعة الأولى من الوثائق التي ستصدر تتألف من 7818 صفحة ويب مع 943 ملحق، ويزعم أنها من مركز الاستخبارات الإلكتروني، والتي تحتوي على صفحات أكثر مما نشره إدوارد سنودن في كشف التنصت العالمي. لم يسمي موقع ويكيليكس المصدر لكنه قال بأن الملفات قد «عممت بين متعاقدين وقراصنة سابقين لحكومة الولايات المتحدة بطريقة غير مصرح بها، واحد منهم قدم لويكيليكس أجزاء من الأرشيف.» وفقا لموقع ويكيليكس، «يتمنى المصدر في الشروع في نقاش عام حول أمن وإنشاء واستخدام وانتشار والرقابة الديمقراطية على الأسلحة الرقمية» حيث أن هذه الأدوات تثير تساؤلات حول «الحاجة الماسة لمناقشتها في العلن، بما في ذلك ما إذا كانت قدرات قرصنة وكالة الاستخبارات المركزية تتجاوز الصلاحيات المنوطة به ومشكلة الرقابة العامة للوكالة.»

## روابط خارجية
- فولت 7 على ويكيليكس